# Colliers End
Colliers End – wieś w Anglii, w Hertfordshire. 
Leży 11,9 km od miasta Bishop’s Stortford, 9,2 km od miasta Hertford i 39,6 km od Londynu. W latach 1870–1872 miejscowość liczyła 233 mieszkańców.